# NGC 5081
NGC 5081 est une vaste galaxie spirale barrée située dans la constellation de la Chevelure de Bérénice. Sa vitesse par rapport au fond diffus cosmologique est de 6 903 ± 18 km/s, ce qui correspond à une distance de Hubble de 101,8 ± 7,1 Mpc (∼332 millions d'al). NGC 5081 a été découverte par l'astronome prussien Heinrich Louis d'Arrest en 1865.
NGC 5081 a été utilisée par Gérard de Vaucouleurs comme une galaxie de type morphologique SA(r)b dans son atlas des galaxies,.
La classe de luminosité de NGC 5081 est II et elle présente une large raie HI. De plus, c'est une galaxie du champ, c'est-à-dire qu'elle n'appartient pas à un amas ou un groupe et qu'elle est donc gravitationnellement isolée.
À ce jour, 16 mesures non basées sur le décalage vers le rouge (redshift) donnent une distance de 103,450 ± 13,125 Mpc (∼337 millions d'al), ce qui est à l'intérieur des valeurs de la distance de Hubble.